# 5128 Wakabayashi
5128 Wakabayashi este un asteroid din centura principală de asteroizi.

## Descriere
5128 Wakabayashi este un asteroid din centura principală de asteroizi. A fost descoperit pe 30 martie 1989 la Ayashi de Masahiro Koishikawa. El prezintă o orbită caracterizată de o semiaxă mare de 2,76 ua, o excentricitate de 0,15 și o înclinație de 7,0° în raport cu ecliptica.